# Песочин, Михаил Александрович
Михаил Александрович Песочин (8 ноября 1897 года, с. Александровка, Сапожковский уезд, Рязанская губерния — 3 мая 1945 года, Львов) — советский военный деятель, генерал-майор (6 апреля 1945 года).

## Начальная биография
Михаил Александрович Песочин родился 8 ноября 1897 года в селе Александровка ныне Сапожковского района Рязанской области России.

## Военная служба

### Первая мировая и гражданская войны
В июле 1917 года призван в ряды армии и направлен рядовым-писарем при Управлении уездного воинского начальника в городе Сапожок (Рязанская губерния). В октябре того же года был демобилизован.
В августе 1918 года призван в РККА и направлен красноармейцем в Сапожковский уездный военкомат, после чего в составе летучего отряда этого же военкомата принимал участие в боевых действиях против войск под командованием генерала А. И. Деникина. Вскоре служил в составе Тверского запасного кавалерийского дивизиона и 4-го запасного стрелкового полка, дислоцированных в Твери.
В мае 1920 года М. А. Песочин направлен на учёбу на 1-е Петроградские кавалерийские курсы. В октябре того же года младшим командиром в составе сводной курсантской дивизии направлен на Южный фронт, после чего принимал участие в боевых действиях против войск под командованием генерала П. Н. Врангеля, в ходе которых был контужен. После окончания боевых действий в Крыму М. А. Песочин продолжил учёбу на 1-х Симферопольских кавалерийских курсах, курсантом которых участвовал в боевых действиях против войск под командованием Ю. О. Тютюнника.

### Межвоенное время
После окончания курсов с сентября 1921 года служил командиром взвода в составе 50-го и 52-го кавалерийских полков (9-я кавалерийская дивизия).
В сентябре 1923 года направлен на учёбу в Борисоглебско-Ленинградскую кавалерийскую школу, после окончания которой в сентябре 1926 года направлен в 20-й Сальский кавалерийский полк, где служил на должностях командира взвода, начальника команды одногодичников, помощника командира эскадрона по политчасти, командира эскадрона. В 1928 году вступил в ряды ВКП(б).
В июле 1931 года назначен на должность помощника начальника штаба 21-го кавалерийского полка, дислоцированного в Гатчине, в составе 4-й Ленинградской кавалерийской дивизии (Ленинградский военный округ), а в июле 1932 года переведён в штаб этой же дивизии, где назначен на должность начальника 4-го отделения. В октябре 1933 года направлен на учёбу на кавалерийские курсы усовершенствования командного состава РККА в Новочеркасске, после окончания которых в апреле 1934 года вернулся в дивизию и назначен на должность помощника начальника штаба 23-го Сталинградского кавалерийского полка, в марте 1936 года — на должность начальника 5-й части штаба этой же дивизии, а в марте 1937 года — на должность начальника штаба 23-го Сталинградского кавалерийского полка.
В сентябре 1937 года М. А. Песочин назначен на должность командира дислоцированного в Гомеле 32-го кавалерийского Кубанского полка (6-я казачья кавалерийская дивизия). В мае 1938 года направлен в спецкомандировку в МНР, где служил на должности военного инструктора в 5-й кавалерийской дивизии МНРА. В апреле 1941 года полковник М. А. Песочин вернулся в СССР, после чего назначен на должность командира 799-го стрелкового полка (228-я стрелковая дивизия, Киевский военный округ), дислоцированного в Житомире.

### Великая Отечественная война
С началом войны находился на прежней должности. Полк под командованием М. А. Песочина в составе 228-й стрелковой дивизии (36-й стрелковый корпус, 6-я армия, Юго-Западный фронт) принимал участие в боевых действиях в ходе приграничного сражения северо-западнее Львова, затем отступал по направлению на Броды, Ямполь и Бердичев, а с 25 июля участвовал в Уманской оборонительной операции, в ходе которой попал в окружение в районе пгт Новоархангельск южнее Умани.
После выхода из окружения полковник М. А. Песочин в конце августа назначен на должность командира 411-й стрелковой дивизии (Юго-Западный фронт), которая 10 октября 1941 года была включена в состав 6-й армии, после чего принимала участие в ходе Донбасской оборонительной и Барвенково-Лозовской наступательной операций, а в мае 1942 года — в ходе Харьковской наступательной операции, в ходе которой попала в окружение южнее города Балаклея, из которого небольшими группами выходила на восточный берег реки Северский Донец. В ходе этих боёв полковник М. А. Песочин был ранен и с 7 июля лечился в военном госпитале в городе Балашов.
27 июля 1942 года полковник М. А. Песочин назначен на должность командира 131-й стрелковой дивизии, которая 28 июля была включена в состав 1-й танковой армии (Сталинградский фронт), после чего вела боевые действия на правом берегу Дона в районе Калача-на-Донуа. 6 августа дивизия была передана 62-й армии, а 9 августа отступила на левый берег Дона в район Камыши, а с 23 августа вела боевые действия в окружении, из которого вышла с 15 сентября участвовала в боях в Сталинграде. 22 сентября дивизия выведена в резерв Юго-Восточного фронта и 29 сентября передана в резерв Ставки Верховного Главнокомандования и в январе 1943 года передислоцирована на Ленинградский фронт, где с начала февраля в составе 55-й армии принимала участие в боевых действиях в ходе Красноборской операции, в результате которой к 19 марта заняла оборонительный рубеж Красный Бор, Никольское. С 30 сентября 1943 года дивизия вела боевые действия на ораниенбаумском плацдарме.
В декабре 1943 года полковник М. А. Песочин направлен на учёбу на ускоренный курс Высшей военной академии имени К. Е. Ворошилова, после окончания которого в мае 1944 года назначен на должность командира 225-й стрелковой дивизии, которая вскоре принимала участие в боевых действиях в ходе Псковско-Островской, Тартуской, Прибалтийской и Рижской наступательных операций. В январе 1945 года дивизия под командованием М. А. Песочина передана в состав 55-го стрелкового корпуса (21-я армия, 1-й Украинский фронт), после чего принимала участие в ходе Висло-Одерской, Сандомирско-Силезской и Нижнесилезской наступательных операций и освобождении городов Челядзь, Шургаст и Левин-Бжески. 11 февраля во время боя за город Шедгау на НП дивизии полковник Михаил Александрович Песочин был тяжело ранен, после чего эвакуирован в госпиталь г. Ченстохова, а затем переведён в сортировочный госпиталь № 400 во Львове, где и умер 3 мая 1945 года умер от ран. Похоронен на Холме Славы Лычаковского кладбища города.

## Награды
- Два ордена Ленина (06.04.1945, 30.04.1945);
- Четыре ордена Красного Знамени (27.03.1942, 27.07.1944, 01.08.1944, 03.11.1944);
- Орден Отечественной войны I-й степени (12.10.1944);
- Медали;

- орден «Полярная Звезда» (МНР; 1939).